# HD 89388
HD 89388 è una stella gigante brillante arancione di magnitudine 3,38 situata nella costellazione della Carena. Dista 657 anni luce dal sistema solare

## Osservazione
Si tratta di una stella situata nell'emisfero celeste australe. La sua posizione è fortemente australe e ciò comporta che la stella sia osservabile prevalentemente dall'emisfero sud, dove si presenta circumpolare anche da gran parte delle regioni temperate; dall'emisfero nord la sua visibilità è invece limitata alle regioni temperate inferiori e alla fascia tropicale. Essendo di magnitudine 3,4, la si può osservare anche dai piccoli centri urbani senza difficoltà, sebbene un cielo non eccessivamente inquinato sia maggiormente indicato per la sua individuazione.
Il periodo migliore per la sua osservazione nel cielo serale ricade nei mesi compresi fra febbraio e giugno; nell'emisfero sud è visibile anche per buona parte dell'inverno, grazie alla declinazione australe della stella, mentre nell'emisfero nord può essere osservata limitatamente durante i mesi primaverili boreali.

## Caratteristiche fisiche
La stella è una gigante brillante arancione con una massa 6,9 quella del Sole ed un'età stimata in 45 milioni di anni.
La stella è anche una variabile irregolare, la sua magnitudine varia da +3,36 a +3,44
La sua magnitudine assoluta è di -3,13 e la sua velocità radiale positiva indica che la stella si sta allontanando dal sistema solare.
HD 89388 ha due compagne visuali nelle sue vicinanze: la componente B è di magnitudine 12,6, separata da 16,4 secondi d'arco da A e con angolo di posizione di 164 gradi. La componente C è di magnitudine 12,7, separata da 26,0 secondi d'arco da A e con angolo di posizione di 006 gradi.